# دزیره اخوان
دزیره اخوان (انگلیسی: Desiree Akhavan) (زاده ۱۹۸۴ در نیویورک) کارگردان، تهیه‌کننده، فیلم‌نامه‌نویس و هنرپیشه اهل ایالات متحده آمریکا است. وی اصالت ایرانی دارد.
اخوان در سال ۲۰۱۴ با فیلم رفتار درخور در چندین جشنوارهٔ سینمایی حضور یافت. از دیگر آثار او میتوان به فیلم آموزش اشتباه کامرون پست اشاره کرد.